# Elizabeta Samara
Elizabeta Samara (Constanza, 15 de abril de 1989) es una deportista rumana que compite en tenis de mesa. Ganó una medalla de plata en el Campeonato Europeo de Tenis de Mesa de 2022, en el torneo de dobles.

## Palmarés internacional
| Campeonato Europeo | Campeonato Europeo | Campeonato Europeo | Campeonato Europeo  |
| Año                | Lugar              | Medalla            | Prueba              |
| ------------------ | ------------------ | ------------------ | ------------------- |
| 2005               | Aarhus             | Medalla de oro     | Equipo              |
| 2008               | San Petersburgo    | Medalla de bronce  | Equipo              |
| 2009               | Stuttgart          | Medalla de oro     | Dobles femenino     |
| 2009               | Subotica           | Medalla de bronce  | Dobles mixto        |
| 2010               | Ostrava            | Medalla de bronce  | Dobles femenino     |
| 2011               | Estambul           | Medalla de oro     | Dobles mixto        |
| 2011               | Gdansk-Sopot       | Medalla de plata   | Dobles femenino     |
| 2011               | Gdansk-Sopot       | Medalla de plata   | Equipo              |
| 2012               | Herning            | Medalla de oro     | Dobles femenino     |
| 2012               | Buzău              | Medalla de oro     | Dobles mixto        |
| 2013               | Schwechat          | Medalla de plata   | Equipo              |
| 2015               | Ekaterimburgo      | Medalla de oro     | Individual femenino |
| 2015               | Ekaterimburgo      | Medalla de plata   | Equipo              |
| 2015               | Ekaterimburgo      | Medalla de plata   | Dobles femenino     |
| 2016               | Budapest           | Medalla de bronce  | Dobles femenino     |
| 2016               | Budapest           | Medalla de bronce  | Individual femenino |
| 2017               | Luxemburgo         | Medalla de oro     | Equipo              |
| 2022               | Múnich             | Medalla de plata   | Dobles femenino     |